# 阿韦莱达 (布拉加)
阿韦莱达是葡萄牙布拉加区的一个堂区。总面积2.21平方公里，总人口2253人，人口密度1019.5人/平方公里。